# Carlos Peixoto (político)
António Carlos Sousa Gomes da Silva Peixoto (13 de fevereiro de 1968) é um deputado e político português. Ele é deputado à Assembleia da República na XIV legislatura pelo Partido Social Democrata. Ele possui uma licenciatura em Direito.